# Renacimiento (huyện)
Huyện Renacimiento là một huyện (distrito) thuộc tỉnh Chiriquí ở Panama. Theo điều tra dân số năm 2000, huyện này có dân số 18257 người. Huyện Renacimiento có diện tích 428 km². Huyện lỵ đóng tại Río Sereno.